# Барриос Ауйон, Хусто Руфино
Хусто Руфино Барриос Ауйон (исп. Justo Rufino Barrios Auyón; 19 июля 1835, Гватемала — 2 апреля 1885, Чальчуапа, Сальвадор) — государственный и политический деятель Гватемалы, президент республики Гватемалы с мая 1873 по 2 апреля 1885 года.

## Биография
Хусто Руфино Барриос Ауйон родился 19 июля 1835 года в местечке Сан-Лоренсо (гватемальского департамента Сан-Маркос). Изучал юриспруденцию, получив диплом юриста в 1862 году.
Вследствие заточения его отца за оппозицию президенту Рафаэлю Каррере Барриос в 1855 году покинул страну и поселился в Мексике, откуда не раз пытался осуществить переворот и свергнуть Карреру и его преемника Висенте Серну Сандоваля, что ему и удалось осуществить в июле 1871 года, когда к власти пришёл Мигель Гарсиа Гарндос Савала, при котором Барриос стал главнокомандующий гватемальской армией. В повстанческом движении начал участвовать ещё в 1867 году, показав себя способным военачальником и вскоре получив генеральское звание.
В мае 1873 года Хусто Руфино Барриос Ауйон сам стал президентом Гватемалы.
В конце XIX — начале XX века на страницах «Энциклопедического словаря Брокгауза и Ефрона» так писал о его президентстве:
«Правил деспотически, применяя к противникам ссылку, тюрьму и даже казни; настойчиво стремился к объединению 5 республик Центр. Америки в одно союзное государство и привлек на свою сторону респ. Гондурас, но происки Мексики вызвали против Б. коалицию остальных центр.-американских республик (Сальвадора, Коста-Рики, Никарагуа), объявивших ему войну.»
Барриос вследствие этих непопулярных мер способствовал экономическому развитию страны (но также и открыл её для иностранных компаний, что оставит противоречивые последствия). Он также добился значительного ослабления влияния католической церкви и практически подчинил её государственному контролю. Барриос также провозгласил формальную свободу прессы, реформировал полицию, создал сеть государственных школ, уделял много внимания развитию столицы страны; при нём были проложены первые телеграфные линии и железные дороги в Гватемале. В 1879 году ратифицировал новую Конституцию Гватемалы, в 1880 году был переизбран на второй шестилетний срок.
Стремясь осуществить свои планы по объединению республик Центральной Америки в одно государство, Хусто Руфино Барриос Ауйон в 1885 году выступил против Сальвадора, однако в первом же бою, произошедшем 2 августа при Чальчуапе, его войско было разгромлено, а сам он погиб.

## Память
В 1935 году в честь Хусто Руфино Барриоса Ауйона в городе Гватемала была сооружена Башня Реформатора.